# Woźnice (przystanek kolejowy)
Woźnice – przystanek osobowy w Woźnicach na linii kolejowej nr 223, w województwie warmińsko-mazurskim, w powiecie mrągowskim, w Polsce.